# Anton Quack
Anton Quack SVD (* 14. April 1946 in Erfweiler-Ehlingen; † 2. April 2009 in Sankt Augustin) war ein deutscher römisch-katholischer Priester und Ethnologe.

## Leben
Mit elf Jahren begann er seine Gymnasialstudien im Steyler Missionshaus in St. Wendel. Nach dem Abitur 1966 trat er im selben  Jahr der Gesellschaft der Steyler Missionare bei. Er absolvierte das Noviziat und das Studium der Philosophie an der Ordenshochschule Sankt Augustin. Am 15. Oktober 1972 wurde er zum Priester geweiht. Er studierte Ethnologie bei Rüdiger Schott in Münster (1974–1975). 1983 promovierte er bei Ulla Johansen in Köln. 1985 wurde er zum Dozenten und 1989 zum Professor für Ethnologie an der Fakultät der PTH St. Augustin ernannt.

## Schriften (Auswahl)
- mit Dominik Schröder: Kopfjagdriten der Puyuma von Katipol (Taiwan). Eine Textdokumentation. Sankt Augustin 1979, ISBN 3-447-05082-9.
- Das Wort der Alten. Erzählungen zur Geschichte der Pujuma von Katipol (Taiwan). Sankt Augustin 1981, ISBN 3-921389-66-6.
- Priesterinnen, Heilerinnen, Schamaninnen? Die poŕingao der Puyuma von Katipol Taiwan. Berlin 1985, ISBN 3-496-00783-4.
- Hexer, Heiler und Schamanen. Die Religion der Stammeskulturen. Darmstadt 2004, ISBN 3-534-17473-9.